# 가짜사나이
《가짜사나이》는 대한민국의 유튜브 채널 피지컬갤러리가 제작한 웹예능이다.

## 1기

### 줄거리
전태규, 베이식, 공혁준, 가브리엘, 꽈뚜룹, 김재원 6명이 무사트(MUSAT)에서 교육하는 UDT/SEAL 특별과정 훈련과 생존훈련을 받으면서 인간의 한계를 극복해가는 내용이다. 촬영은 충청북도 충주시 충주호, 월악산 부근 강가에서 진행됐다.

### 출연진

#### 교관
| # | 이름       | 비고     |
| - | ---------- | -------- |
| 1 | 이근       | 교육대장 |
| 2 | 에이전트 H |          |
| 3 | 야전삽     |          |
| 4 | 로건       |          |
| 5 | 김계란     |          |

#### 훈련병
| # | 이름        | 생년   | 직업                                         | 비고     |
| - | ----------- | ------ | -------------------------------------------- | -------- |
| 1 | 전태규      | 1984년 | 스타크래프트 프로게이머 아프리카TV BJ 유튜버 | 리더     |
| 2 | 베이식      | 1986년 | 래퍼                                         |          |
| 3 | 공혁준      | 1992년 | 하스스톤 프로게이머 치지직 스트리머 유튜버   |          |
| 4 | 가브리엘    | 1995년 | 치지직 스트리머 유튜버                       |          |
| 5 | 꽈뚜룹      | 1999년 | 숲 스트리머 유튜버                           |          |
| 6 | 김재원 버섯 | 1998년 | 치지직 스트리머 유튜버                       | 인성문제 |

### 인기
가짜사나이는 업로드 한 달 누적 4천만 뷰를 달성하였다. 뿐만 아니라, 교관들의 발언 중 대표적으로 "너 인성 문제 있어?","4번은 개인주의야","니 팀버려?!?!","4번은 혼자 밖에 생각하지 않아" 와 같은 대사들은 인터넷 밈이 되기도 하였으며, 이에 대해 연합뉴스는 "가짜지만 더 진짜 같은 사나이들'이라 평가하였다. 여러 네티즌들은 진짜 사나이와 같은 지상파 프로그램이 다루기 힘든 리얼함이 가짜사나이가 인기의 요인이라고 평했다. 물론 일부 네티즌들은 가짜사나이가 훈련과는 상관이 없는 똥군기를 보여주는 모습에 비판적인 의견을 표명하였지만 대부분의 네티즌들은 가짜사나이가 진짜 군대 훈련을 받는 것 같다며 긍정적 반응을 보였다.

## 2기
가짜사나이 1기 종료 이후, 피지컬갤러리는 가짜사나이 2기가 방영될 것이라고 하였다. 격투선수 김동현이 가짜사나이 2기에 지원하겠다고 밝혔으나 지원에서 떨어졌다. 이근은 MUSAT 전무이사를 내려놓고 사정으로 인하여 가짜사나이 2기에 출연하지 않겠다는 의사를 밝혔다. 촬영은 9월 14일부터 9월 18일까지 진행되었으며 장소는 경상북도 경주시 양남면 수렴리에서 진행되었다. 10월 1일부터 매주 목요일, 일요일마다 방영되고 있다. 또한 9월 26일 라이브 방송을 통해 가짜사나이 2기를 극장판으로 제작하여 11월 중순 말부터 상영할 것이라고 밝혔으며 사진 1200장을 찍어 사진관도 오픈할 예정이라고 밝혔다.

### 출연진

#### 교관
| #  | 이름           | 비고                       |
| -- | -------------- | -------------------------- |
| 1  | 오스카(전재영) | 교육대장 MUSAT 미국 지부장 |
| 2  | 제이크         |                            |
| 3  | 엑스           |                            |
| 4  | 권             |                            |
| 5  | 아슬란         |                            |
| 6  | 덱스           |                            |
| 7  | 정은주         |                            |
| 8  | 쎈동           |                            |
| 9  | 에이전트 H     |                            |
| 10 | 야전삽         |                            |
| 11 | 로건           |                            |
| 12 | 김계란         |                            |

#### 훈련생
| #  | 이름       | 생년   | 직업                                | 퇴교일   | 퇴교일 | 비고     |
| #  | 이름       | 생년   | 직업                                | 1차      | 2차    | 비고     |
| -- | ---------- | ------ | ----------------------------------- | -------- | ------ | -------- |
| 1  | 김병지     | 1970년 | 전 축구 선수 유튜버                 | 9월 14일 |        | 2차 참여 |
| 2  | 줄리엔 강  | 1982년 | 방송인                              | 9월 14일 |        | 2차 참여 |
| 3  | 힘의길     | 1983년 | 치지직 스트리머                     | 9월 14일 |        | 2차 참여 |
| 4  | 이과장     | 1984년 | 유튜버                              | 9월 14일 |        |          |
| 5  | 곽윤기     | 1989년 | 쇼트트랙 선수                       | 9월 14일 |        | 2차 참여 |
| 6  | 손민수     | 1990년 | 코미디언 유튜버                     | 9월 14일 |        | 2차 참여 |
| 7  | 까로       | 1990년 | 유튜버                              | 9월 14일 |        | 2차 참여 |
| 8  | 지기TV     | 1991년 | 유튜버                              | 9월 14일 |        | 2차 참여 |
| 9  | 조재원     | 1993년 | 유튜버                              | 9월 14일 |        | 2차 참여 |
| 10 | 머독       | 1993년 | 유튜버 숲 스트리머                  | 9월 14일 |        |          |
| 11 | 최고다윽박 | 1994년 | 유튜버 숲 스트리머                  | 9월 14일 |        |          |
| 12 | 임홍규     | 1994년 | 스타크래프트 프로게이머 숲 스트리머 | 9월 14일 |        |          |
| 13 | 오현민     | 1995년 | 방송인                              | 9월 14일 |        |          |
| 14 | 샘 김      | 1998년 | 가수                                | 9월 14일 |        | 2차 참여 |

#### 지원·면접자 목록
지원자

수많은 사람들이 지원하였으며 대표적인 인물론 김동현, 빅마블, 김병지 등이 있다.
면접자 목록
- 조 구분은 피지컬갤러리측에서 무작위로 영상업로드를 위해 나누어 둔 것으로, 지원자의 합격여부와는 관계가 없음.

| A조 - 줄리엔 강 - 박민규 - 김동현 - 곽윤기 B조 - 홍구 - 지피티 - 룩삼 - 김병지 | C조 - 트할 - 도현 - 와꾸대장봉준 - 지기TV D조 - 손민수 - 오킹 - 김민교 - 힘의길 | E조 - 최고다윽박 - 이과장 - 머독 - 영알남 - 샘 김 F조 - 재민TV - 까로 - 조재원 - 곽지혁 - 오현민 | G조 - 박승현 - 유정호 - 재넌 - 마재 - 깡스타일리스트 |

### 인기
2기 티저영상은 일주일만에 조회수 600만회를 돌파하였고 매 에피소드마다 유튜브 인기 급상승 영상 1위를 기록했다.

## 비판
가짜사나이가 다소 폭력적이고 거칠며 삼청교육대를 모방한다는 비판이 나오고 있으나 대부분의 사람들은 "가짜사나이는 실제 해군특수전전단 훈련이 아닌 '선발 과정'을 훈련으로 담고 있으며 선발 과정에서 실시되는 실제 훈련을 담고 있기 때문에 거칠 수 밖에 없고 가짜사나이가 애초에 "훈련생들을 퇴교시키려는 목적으로 만든 프로그램이기에 폭력적일 수 밖에 없다"라며 반박하고 있다.

## 논란

### 곽윤기 싸움 진술 논란
어느 한 유저가 유튜브에 가짜사나이 2기 훈련생중 한 명인 곽윤기를 사칭하며 "줄리엔 강과 손민수가 로건 교관하고 제대로 싸웠는데 얼굴 쪽으로 주먹질을 해서 분위기가 안 좋다"라고 말했다. 9월 24일 곽윤기는 이는 사실이 아니라고 밝혔으며 "이런 류의 글이 올라오는 게 있으면 이메일로 제보 부탁한다"며 당부했고 "피지컬갤러리와 협의해 처리하도록 하겠다"고 말했다.

## 가짜사나이 방영 잠정 중단
2020년 10월 16일에 피지컬갤러리는 앞으로 가짜사나이 방영을 잠정 중단한다고 밝혔다. 이하는 김계란이 피지컬갤러리 유튜브 커뮤니티에 남긴 전문이다.
최근 프로그램에 성실히 참여한 훈련생과 교관진, 나아가 가족들까지 극심한 악플에 시달리고,
극도의 스트레스 속에서 사람들의 가십거리와 사회적 이슈로 소비되어가고 있어 그 책임을 뼈져리게 느끼고 있습니다.
정말 죄송합니다.
좋은 콘텐츠를 만들고자 했던 욕심보다 한참 부족한 저의 능력때문에, 출연진을 포함한 그 가족들까지 큰 고통을 겪는 것 같아 비참하고 씁쓸합니다.
또한 가짜사나이 콘텐츠 제작에 도움을 주신 관계자 여러분들께도 정말 죄송합니다.
이에 더 큰 피해를 막기 위하여 저는 최근 논란에 대한 모든 도의적인 책임을 지고,
오늘부로 모든 활동을 중단하며 잠시 제 자신을 돌아보는 시간을 가지고 저희 팀원들과 함께 재정비하여 더 좋은 모습으로 돌아오도록 하겠습니다.
그리고 앞으로 가짜사나이와 관련된 모든 영상은 피지컬갤러리 채널에서 게시를 중단하도록 하겠습니다.
많은 부족함에도 불구하고 피지컬갤러리 그리고 가짜사나이를 사랑해주신 팬카페 여러분들에게
가장 감사드리며, 많은 논란으로 불편을 드려 다시 한번 고개숙여 죄송하다는 말씀드립니다.
김계란 올림.

### 내용주
1. ↑  꽈뚜룹이 5번인 이유는 꽈뚜룹 캐릭터상 생년이 1996년이기 때문이다.

### 참조주
1. ↑  “"여자편도 만들어라" 가짜사나이 남자들보다 더 잘할 자신 있다는 여초 커뮤니티”. 《인사이트》. 2020년 8월 4일. 2020년 8월 7일에 확인함.
2. ↑  조, 혜성 (2020년 8월 4일). “가짜사나이·관짝소년단…올해도 ‘핫이슈’ 된 의정부고 졸업사진”. 《동아일보》. 2020년 8월 7일에 확인함.
3. ↑  송은경 (2020년 8월 9일). “한달 누적 4천만뷰…유튜브 뒤흔든 '가짜사나이'를 아시나요”. 《연합뉴스》. 2020년 8월 12일에 확인함.
4. ↑  “가짜사나이2 나오라고 난리 난 김동현, UDT 저격했다”. 《위키트리》. 2020년 8월 5일. 2020년 8월 7일에 확인함.
5. ↑  “가짜사나이2 면접 영상 두개를 본 팬들이 받아들여야 하는 슬픈 1가지”. 2020년 9월 5일. 2020년 9월 5일에 확인함.
6. ↑  유혜리. “"3기는…" 라이브 방송 켠 김계란, 가짜사나이에 대한 모든 걸 밝혔다”. 2020년 9월 27일에 확인함.
7. 1 2  “곽윤기 해명… ‘가짜사나이’ 2기 루머 무엇?”. 2020년 9월 25일. 2020년 9월 26일에 확인함.